# وليد الغانم
وليد الغانم لاعب كرة قدم سعودي يلعب حالياً في نادي طويق كحارس مرمى.

## مسيرة اللاعب
لعب في نادي الزلفي ونادي الإعتماد.